# Deep Fritz
Deep Fritz é a versão do programa de xadrez Fritz para computadores com mais de um processador, tendo sido desenvolvido pelo programadores Frans Morsch e Mathias Feist. O Deep Fritz pertence à ChessBase.
No início de 2007, o Deep Fritz encontrava-se em sua 10ª edição, a qual venceu o campeão do mundo Vladimir Kramnik num match por quatro vitórias, duas derrotas e nenhum empate (+4-2=0). Na ocasião, Deep Fritz 10 calculou os lances em uma velocidade de 9 mN/s. Com cerca de 2 mN/s, estima-se que Deep Fritz já teria superado Deep Blue em força, cuja velocidade de cálculos de lances se aproximariam de 100 mN/s.